# Gáspár János (pedagógus)
Gáspár János (Torockószentgyörgy, 1816. október 27. – Nagyenyed, 1892. március 6.) királyi tanácsos és tanfelügyelő, kollégiumi tanár.

## Élete
Gáspár András székely eredetű iskolamester és Deme Klára fia. 1827 őszén ment a nagyenyedi református kollegiumba, ahol ingyen ellátásban részesült és majd a későbbi regényiró báró Kemény Zsigmond mellett diákszolga volt; így jutott a csombordi báró Kemény Simonné házához, ahol a családi könyvtár megnyílt előtte. 1834-ben elvesztette atyját és így a család gondozása is reá nehezült. 1835-ben a gimnáziumi osztályokat elvégezvén a togátus diákok sorába lépett és privát tanítványokat kapván, sorsa is jobbra fordult. Így bizta reá a jogi és teológiai tanfolyamon Zeyk Dániel erdélyi kormányszéki tanácsos kisebbik fia nevelését, akivel együtt három évig Szász Károly tanár házánál lakott, a szünidőket pedig a Zeyk család diódi lakában, vagy Erdély egyes vidékeinek beutazásában töltötte.
1841 nyarán nevelői pályájára előkészülendő a berlini egyetemre ment, ahol természetrajzi vegy- és természettani, életműtani, földrajzi, lélek- és neveléstani, egyháztörténelmi és nemzetgazdasági leckéket hallgatott, a múzeumokat és nevelőintézeteket látogatta; különösen lelkesítő hatással volt rá a Diesterweg vezetése alatt álló városi tanítókat képző intézetnek és gyakorló iskolának látogatása. Egyik tényező volt a «berlini magyarok emlékkönyve» és a magyar könyvtár alapítása körül. A szünidők alatt beutazta Németországot, Hollandiát, Belgiumot, Londont, a Rajna-vidéket, majd Sziléziát és Szászországot. 1844 júniusában vált meg a berlini egyetemtől és hazájába visszatérvén, megkezdte nevelői működését a Zeyk családnál.
1845 és 1846-ban a Pestalozzi századik születési évfordulójának megünneplésében Kolozsvárt tevékeny részt vett. Az ez alkalommal alakított «Kolozsvári nevelői kör»-nek jegyzője volt, míg annak gyűléseit az év végén egy udvari rendelet be nem tiltotta. Az 1848-49-es erdélyi zavarok Gáspárt is kizavarták a Zeyk családdal Erdélyből, először Tiszaroffra a Borbély-családhoz, majd Pestre ment, ahol Szőnyi Pál felhivására a Királyi Természettudományi Társulat zilált viszonyainak rendezésében vett részt.
1850 vége felé visszatért Kolozsvárra, ahol az erdélyi úri családok számára egy magánjellegű középiskolát nyitottak, mely intézet három év múlva a kolozsvári református főiskolába beleolvadt és így azzal együtt Gáspár is átment oda segédtanárnak, ahol a magyar nyelvet és irodalmat a hittani előkészítő tanfolyamban, a kisérletkép fölállított tanítóképzőben a nevelés-oktatástant tanította 1855 júliusáig. Nevelői pályája vége felé járván, növendékét kikísérte a berlini egyetemre; itt sok időt töltött Diesterweg házában, aki őt bízta meg egy ajánló levéllel, hogy az 1856. május 13-15-én Gothában tartott német tanítógyűlésen megjelenjék. Majd nagyobb utazást tett növendékével Németország-, Dánia-, Hollandia- s Belgiumban, Párizsban is töltve több napot; Svájcon keresztül tértek vissza hazájokba.
A Kolozsvárt szervezett református teológiai fakultás és tanítóképző igazgatójának megválasztották, s 1856 őszén állását elfoglalta. 1858 őszén a teológia visszaköltözött a nagyenyedi anyaintézethez; Gáspár is részt vett a főiskola rekonstrukciójában és 1869 júliusáig teljesítette igazgatói teendőit. Ekkor Eötvös József báró a közoktatási ügy szervezése alkalmával meghivta a kézikönyvek kidolgozása ügyében kiküldött bizottságba és az oly fontos népiskolai olvasókönyvek szerkesztését is reá bizta; egyszersmind Alsó-Fejér- és Küküllő megyében első osztályú tanfelügyelőnek kinevezte. Az reformátusok által 1881. október 31-től november 21-ig tartott zsinatra az erdélyi egyházkerület küldte ki. A nagyenyedi református egyház főgondnoka, Alsó-Fejérmegye törvényhatósági és Nagyenyed város törvényhatósági bizottsági tagja volt.
A kolozsvári nevelői kör jegyzőkönyvei, melyeket ő irt, megjelentek a Brassai-féle Vasárnapi Ujságban (1846-47), ugyanekkor a Berde és Takács által szerkesztett Természetbarátnak munkatársa volt; ebben czikkei (1846. A július 29. földrengés a középrajnai vidéken, Manna jégeső alakban és még valami. Még egy pár adat honunk ismeretéhez. Magassági mérések Erdélyben, Az aug. 14. földrengés Toscanában, ugyanez a Hetilapban); cikke a Délibáb naptárban (1857. Néhány szó a berlini egyetemről, tájékozásul ide szándékozó hazámfiainak. Berlin, 1856. máj. 10.) 1861-ben a Szervezeti Javaslaton dolgozott. A Paedagogiai Szemlében (1881) Visszaemlékezések életpályámra c. emlékiratot közölt.

## Munkái
- Isten hozzád Tóth Farkas sírja felett; az erdélyi országgyűlési ifjúság nevében mondá Kolozsvártt, kilenczedik hó 21-kén 1846. Hely n.
- Csemegék olvasni még nem tudó gyermekek számára; melyekkel a szülék-, testvérek- és kisdedovóknak elbeszélés végett kedveskedik... Kolozsvár, 1848 (2. kiadás 1854., 3. k. 1864. Kolozsvár, Ism. Pesti Napló 1855. 127. sz.)
- Magyar olvasókönyv, elemi és reál (polgár-) tanodák, gymnasiumok és magánnövendékek használatára. Az oktatás és lélektan mai igényei szerint szigorúan korhoz alkalmazva. 1. folyam 1. kötet. Mindkét nemű elemi és néptanodák alsó, vagyis 1. és 2. osztályainak. Kolozsvár, 1848 (2. kiadás 1853., 3. k. 1856. Kolozsvár., 7. k. 1871) 2. kötet. Mindkét nemű elemi és nép tanodák felső, vagyis 3. és 4. osztályainak. Kolozsvár, 1853. 6. kiadás. Kolozsvár, 1870. II. folyam. I. köt. Algymnasiumok I. és II. s a reál-tanodák megfelelő párhuzamos osztályainak (2. tetemesen változtatott kiadás) Kolozsvár, 1859 (4. kiadás 1874. Kolozsvár.) 2. kötet. A gymnasiumok III. és IV. osztályainak. Kolozsvár, 1867 (Kolozsvár, 1877, Kovácsi Antallal együtt)
- Szervezeti javaslat az erdélyi ref. főtanodák rendezésére. Kolozsvár, 1861
- Népiskolai olvasókönyv. A protest. népiskolák alsó osztályai számára. Kolozsvár, 1865
- Magyar olvasókönyv a népiskolák II. osztálya számára. Bpest, 1876 (2. kiadás. Bpest, 1882)
- Magyar olvasókönyv a III. oszt. szám. Bpest, 1876 (2. kiadás. Bpest, 1882)
- Magyar olvasókönyv a IV. oszt. szám. Bpest, 1876 (4. kiadás. Bpest, 1882. Népiskolai Könyvtár IV.)
- Magyar olvasókönyv az V. és VI. oszt. szám. Bpest, 1876 (2. kiadás. Bpest, 1882. Népisk. K. V.) A m. kir. vallás- és közoktatásügyi miniszter által koszorúzott pályamű (A 8. és 9. sz. részt Lederer A. németre fordította. Bpest, 1882. Tótul megjelent a 6. rész 1870-ben. 7. rész 1880., 8. rész 1884., 9. rész 1886. Bpest.)
- Kerekecske dombocska. Gyermekversek és játékok. Gáspár János "Csemegék" c. gyűjteménye alapján; sajtó alá rend. Vita Zsigmond; Ifjúsági, Bukarest, 1956
- Gáspár János tájszógyűjteményei. 1838–1845; közread., bev. Szabó T. Attila; Akadémiai, Bp., 1964 (A Magyar Nyelvtudományi Társaság kiadványai)
- Gáspár János, 1816–1892. Dokumentumok; összeáll., bev. Aknay Tibor; OPKM, Bp., 2003 (A magyar neveléstörténet forrásai)